# 皮斯加 (阿拉巴马州)
皮斯加（英文：Pisgah），是美国阿拉巴马州下属的一座城市。面积约为4.8平方英里（约合12.43平方公里）。根据2010年美国人口普查，该市有人口722人，人口密度为150.42/平方英里（约合58.09/平方公里）。